# جان کلاوسر
 جان کلاوسر (انگلیسی: John Clauser؛ زاده ۱ دسامبر ۱۹۴۲) یک فیزیک‌دان اهل ایالات متحده آمریکا است.  او در سال ۲۰۲۲ به همراه آلن اسپه و آنتون زیلینگر جایزه نوبل فیزیک را برای آزمایش‌های تجربی بر روی فوتون‌های درهم‌تنیده، اثبات شکست نامساوی‌های بل و پیشگامی برای علم اطلاعات کوانتمی به دست آورد.